# Vaso desechable
Un vaso desechable es un envase alimenticio, usado para beber y descartado tras su utilización. Los más habituales se fabrican en papel, plástico y espuma, estos últimos hechos con poliestireno expandido, en tanto los de plástico se hacen con polipropileno. Ligados al fenómeno del consumo, son una fuente habitual de residuos domésticos; se ha estimado que el hogar promedio descarta alrededor de setenta vasos desechables cada año.
Suelen poseer diversos tamaños y volúmenes. Los más pequeños (de 2 y 4 onzas) se usan para el consumo de bebidas calientes como café o té, mientras los más grandes (de 8, 10 y 12 onzas) se usan para bebidas frías como zumos o refrescos. Es común su uso en locales de venta de comidas por motivos meramente higiénicos (principalmente los de polipropileno).
Tienen la desventaja de ser grandes generadores de basura, por lo cual se consideran contaminantes.

## Tipología

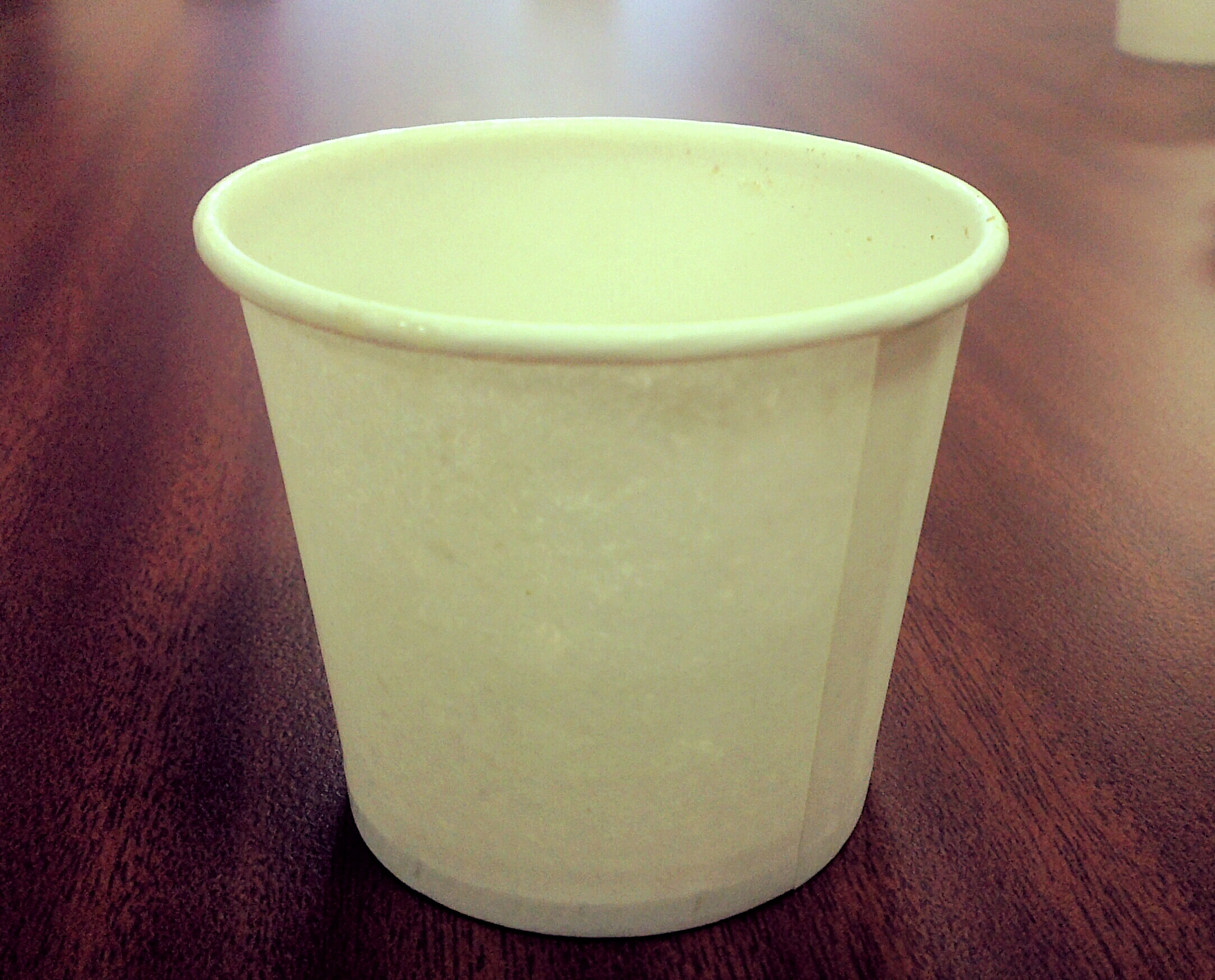
vaso de papel desechable
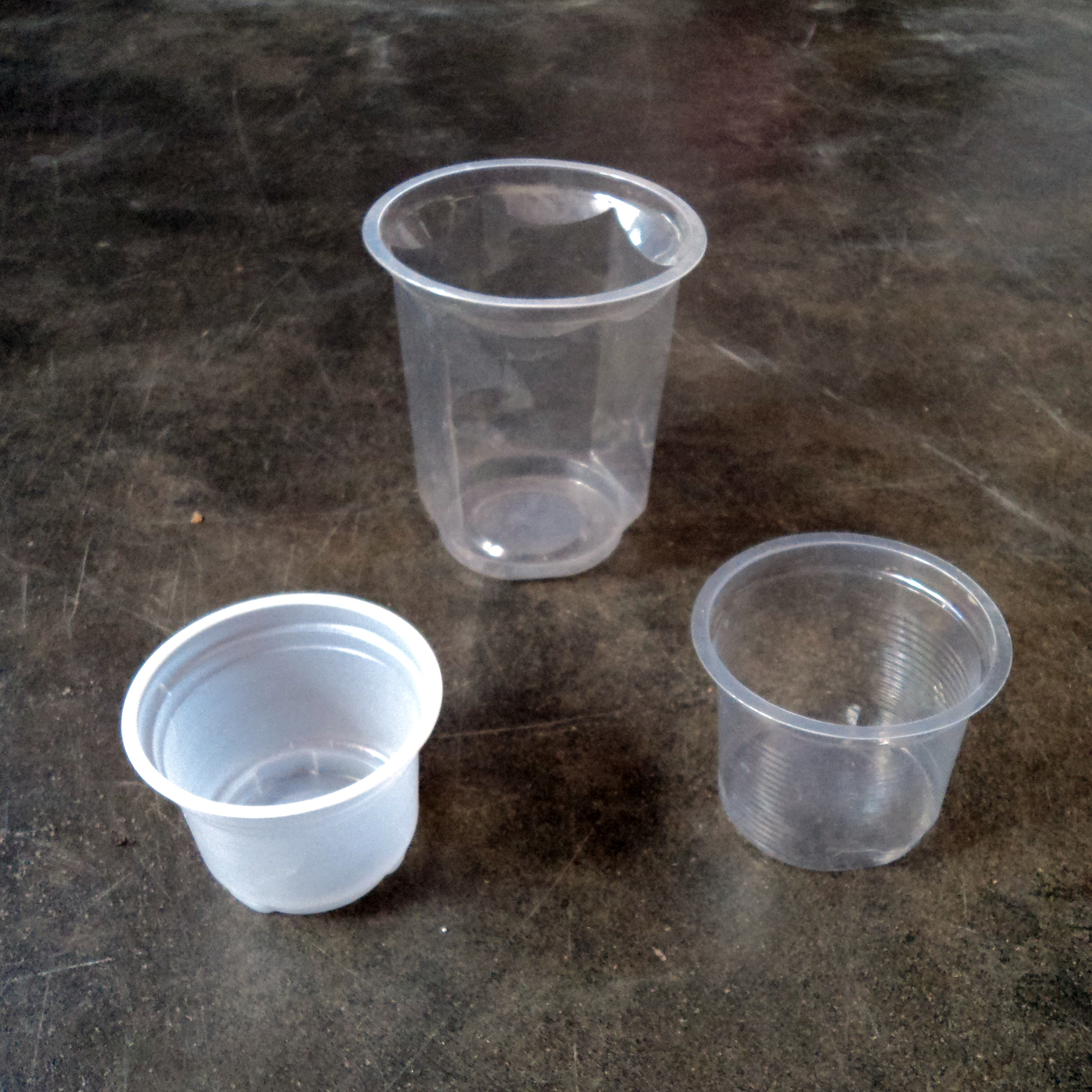
vasos desechables de plástico
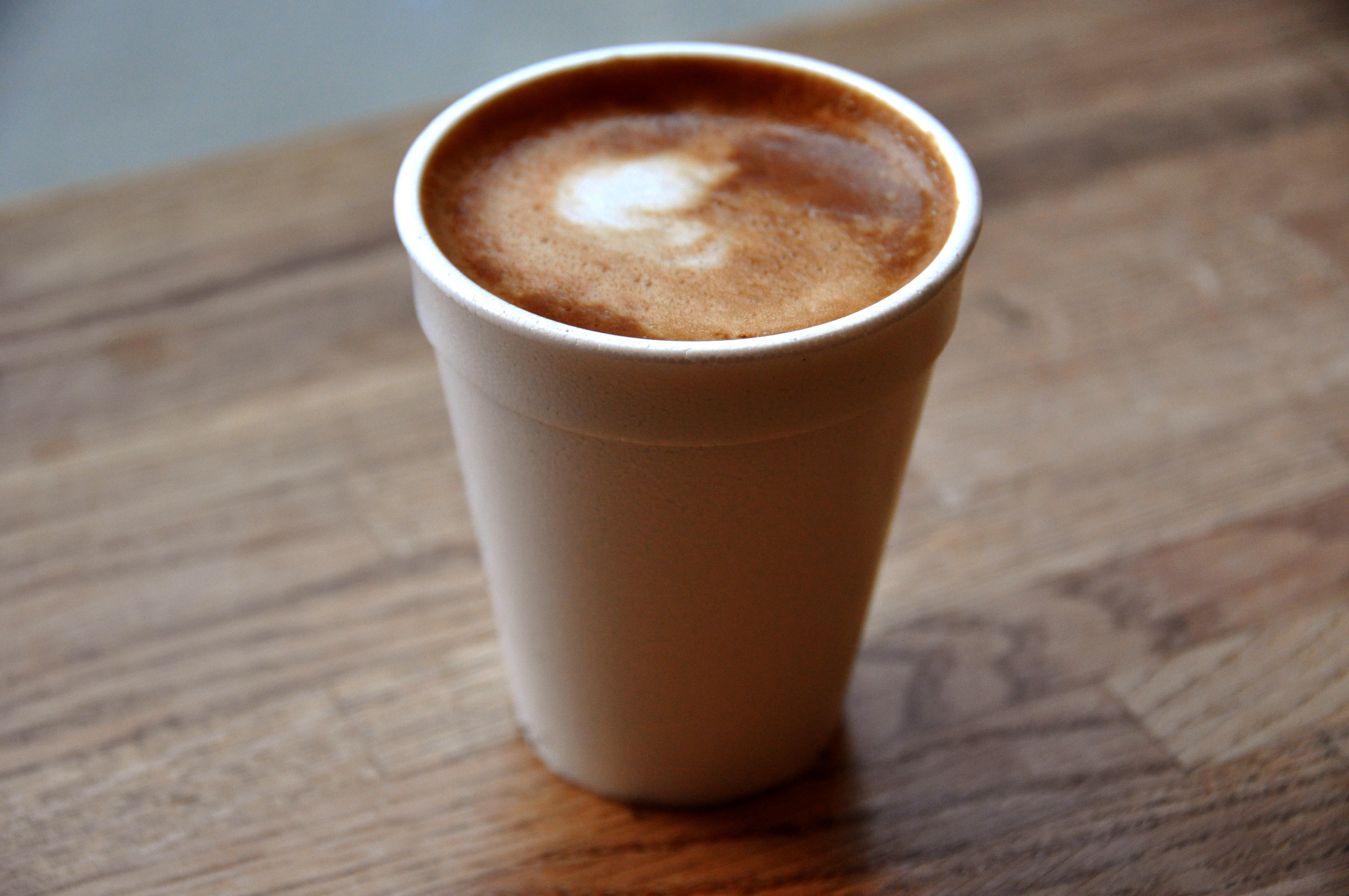
vaso de espuma